# تيلكيوس
تيلكيوس (بالفرنسية: Tilques)‏ هي بلدية تقع في إقليم باد كاليه من منطقة نور با دو كاليه في شمال فرنسا. تبلغ مساحة هذه المدينة 7.29 (كم²)، وترتفع عن سطح البحر 27 م، يبلغ عدد سكانها 1061 نسمة حسب إحصاء المعهد الوطني للإحصاء والدراسات الاقتصادية سنة 2009 م. وترأس Adrien Decool البلدية خلال فترة (2008-2014).